# Sint-Jozefkapel (Strijpen)
De Sint-Jozefkapel is een kapel op kruising van de Rijkestraat en de Kleie in Strijpen, deelgemeente van de Belgische stad Zottegem. De kapel werd opgericht in 1958 door de kerkfabriek van Strijpen, met het oog op de jaarlijkse grote processie naar de Kleie. De bakstenen kapel met breukstenen plint staat op een verhoog aan de wegbocht. Op de kapel staat een opengewerkt klokkentorentje. In 2025 werd de kapel plechtig heropend na een grondige restauratie.